# Paradiso (Amsterdam)

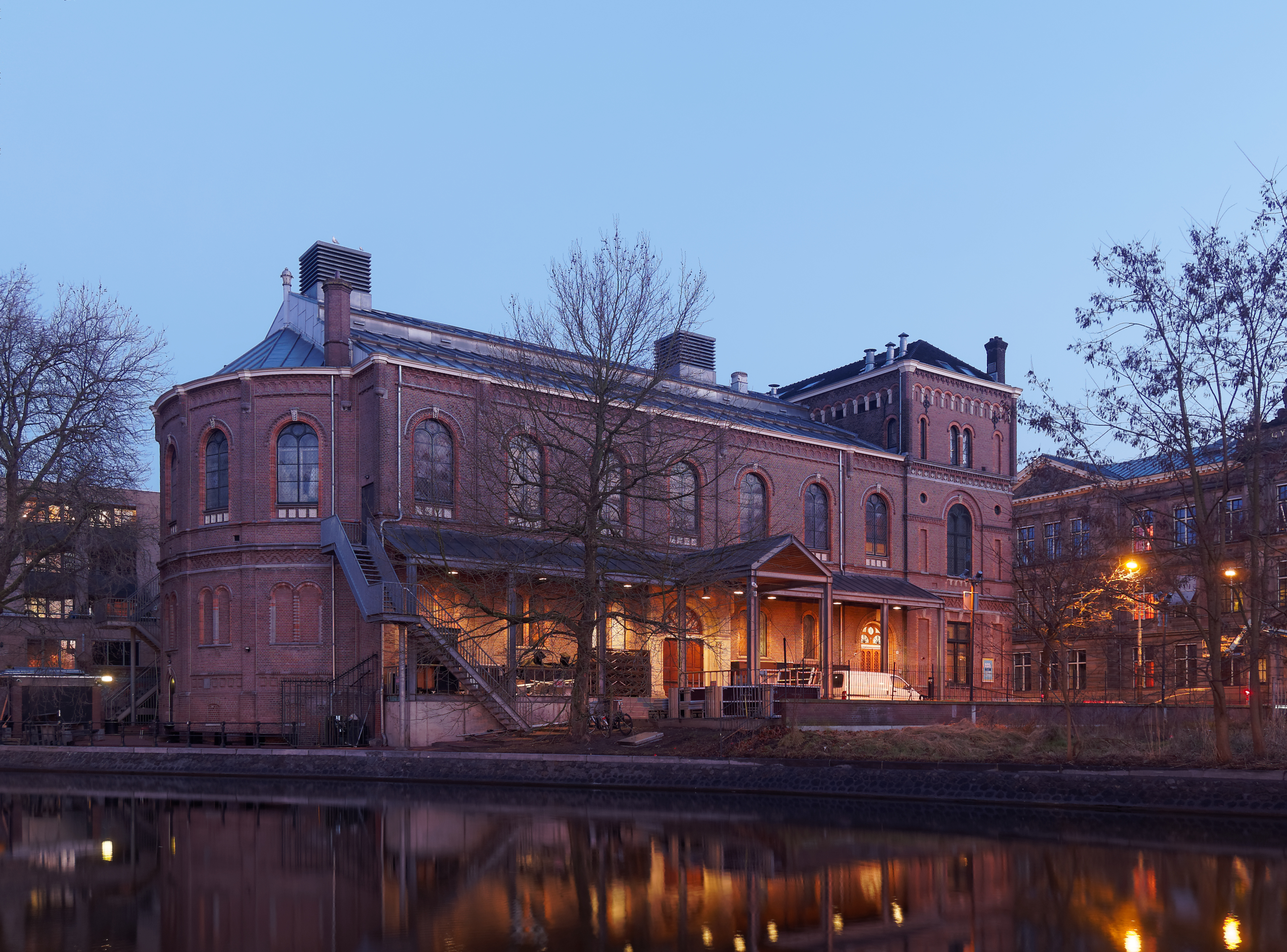
Paradiso in Amsterdam

Das Paradiso ist ein Konzert- und Veranstaltungssaal in Amsterdam, Niederlande. Es entstand aus einer alten Kirche und liegt an der Weteringschans nahe dem Leidseplein, in unmittelbarer Nähe der Spielbank Holland Casino. Hinter dem Gebäude verläuft die Singelgracht.

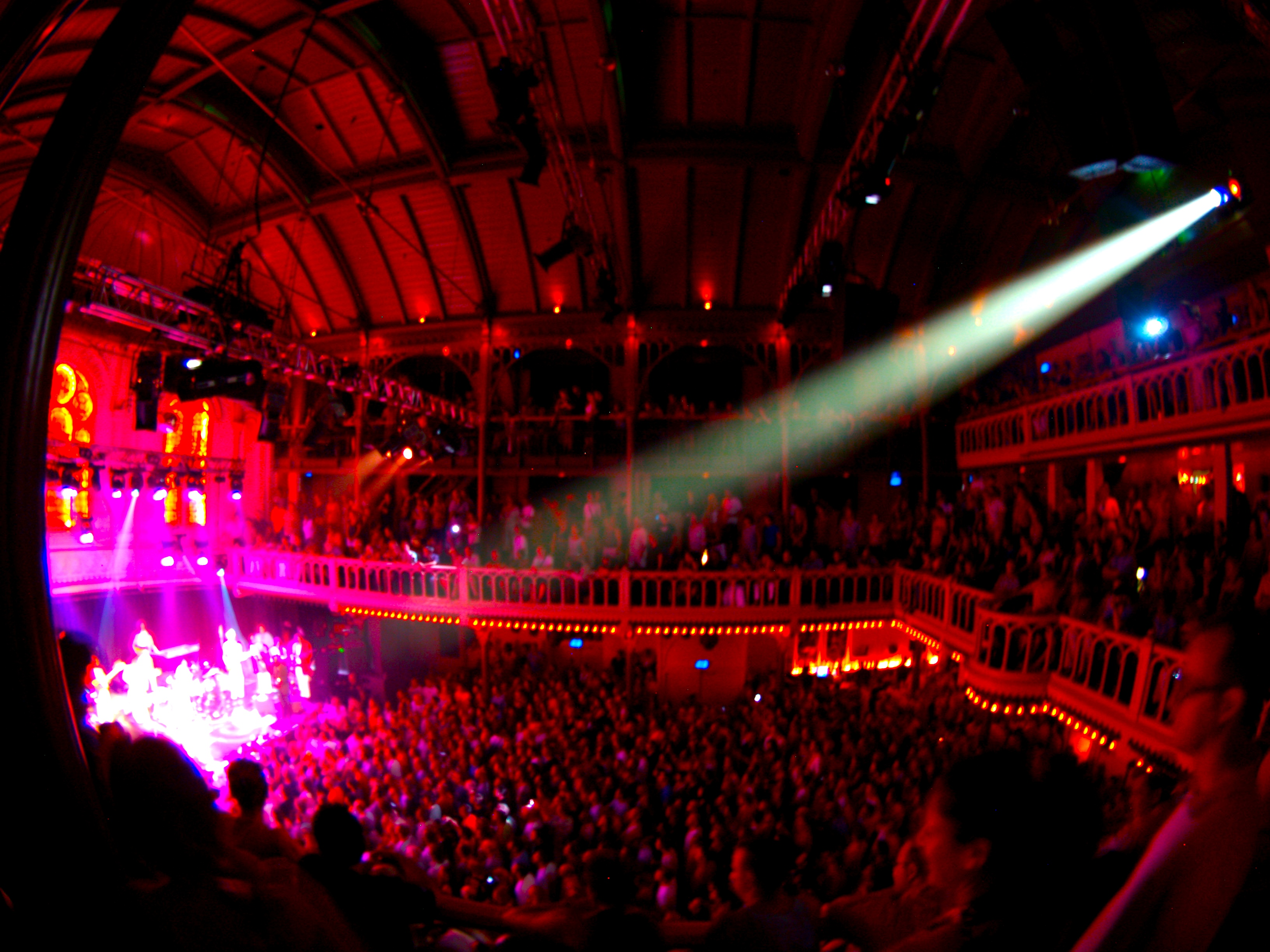
Der Innenraum des Paradiso bei einem Konzert von James Brown

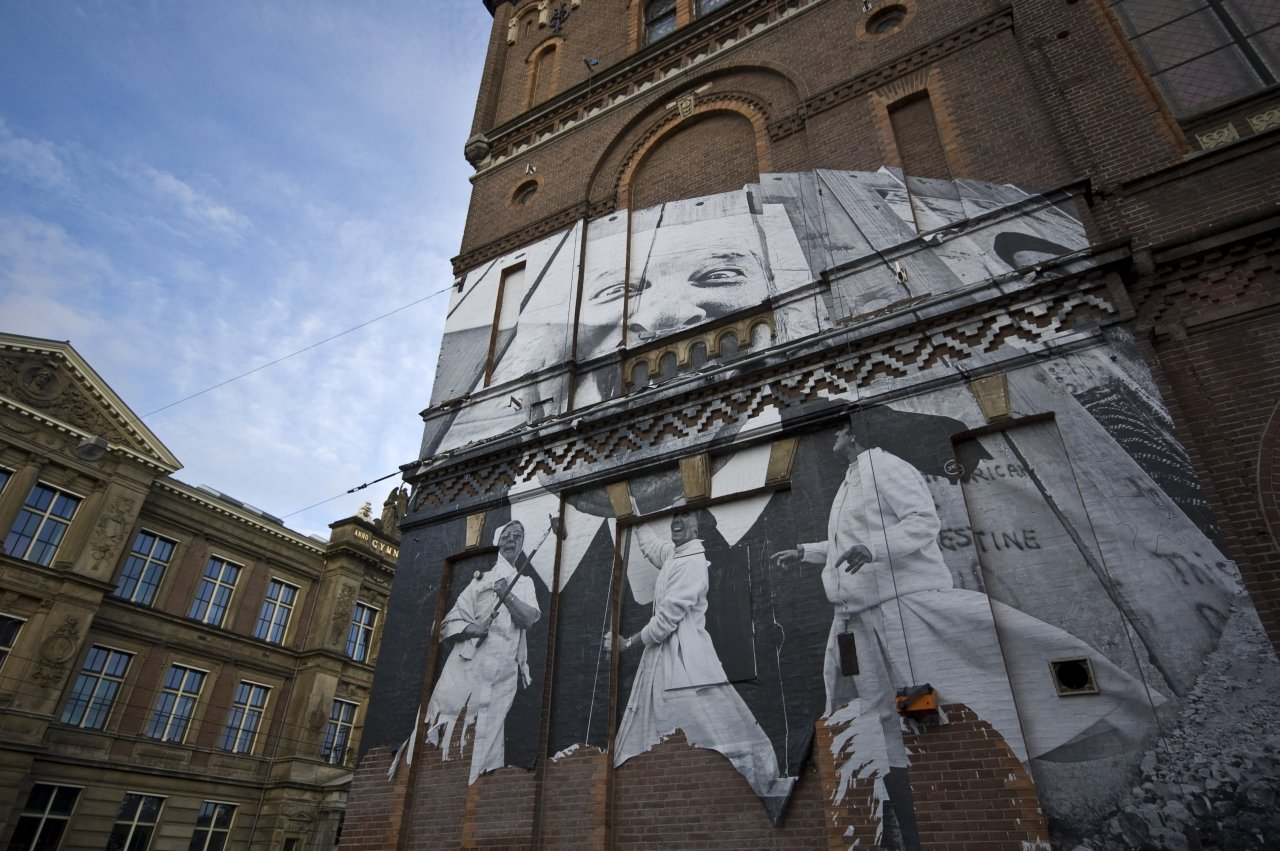
Poster an der Fassade des Paradiso

Das Gebäude wurde als Kirche und Gemeindezentrum der Freien Gemeinde (Vrije Gemeente) in Amsterdam 1879–1880 von den Architekten Gerlof Bartholomeus Salm (1831–1897) und dessen Sohn Abraham Salm (1857–1915) in neuromanischem Stil erbaut.
Eröffnet wurde das Paradiso 1968 als öffentlich bezuschusstes Jugendzentrum. Zusammen mit dem nahe gelegenen Melkweg wurde es schnell zum Synonym für die Hippiebewegung und die Rockmusik dieser Zeit. Montags wurde zunächst Jazz präsentiert; Sun Ra trat dort mit seinem Arkestra zum ersten Mal in den Niederlanden auf (Paradiso Amsterdam 1970). Das Paradiso war einer der ersten Orte, an denen der Verkauf und die Einnahme Weicher Drogen geduldet wurden. Ab Mitte der 1970er Jahre nahmen Punk und New Wave einen größeren Raum ein. Das letzte Konzert von Glen Matlock mit den Sex Pistols fand im Paradiso statt. In den 1980er Jahren wurden häufiger Rave-Partys veranstaltet.
Am 26. und 27. Mai 1995 spielten die Rolling Stones zwei halbakustische Konzerte im Paradiso. Von den dabei gespielten Songs wurde einer (Street Fighting Man) auf dem Stripped-Album veröffentlicht.
In den folgenden Jahren wurde die Spannweite der Veranstaltungen im Paradiso neben den Konzerten auf Lesungen, Schauspiele, klassische Musik und Crossover-Veranstaltungen ausgedehnt. Neben Nirvana haben unter anderem auch John Cale, Soft Machine, Emilíana Torrini, Link Wray, Omar & the Howlers, Nick Cave and the Bad Seeds, Live, Beth Hart, Smoosh, Laura Mvula und Suzanne Vega, wie auch 2005 Willy DeVille mit Live In The Lowlands Konzerte im Paradiso aufgenommen oder gefilmt. Aufgetreten sind außerdem Bands und Sänger wie Tocotronic, Pink Floyd, David Bowie, Amy Winehouse, Eric Burdon, Rick Wakeman, The Police, Red Hot Chili Peppers, Prince, U2, Pearl Jam, Triggerfinger, Gregory Porter mit dem Metropole Orkest, Die Ärzte, Die Toten Hosen Metallica und Julia Zahra.